# Мастектомія
Мастектомія — хірургічна операція з видалення молочної залози, при якій можуть видалятися: жирова клітковина, що містить лімфатичні вузли, та великий і малий грудні м'язи.

## Покази
- Саркома молочної залози;
- Гнійні захворювання молочних залоз, що не піддаються лікуванню.

Мастектомія показана при наявності генетичної схильності до раку молочної залози.
Також застосовується з профілактичною і косметичною метою при гінекомастії. Пластична хірургія дозволяє, за бажанням, усунути естетичні недоліки.

## Різновиди
- Радикальна мастектомія (мастектомія за Голстедом): видалення грудних м'язів (малого та великого), пахвової (всіх 3-х рівнів) та підлопаткової клітковини.
- Мастектомія за Урбаном: техніка операції аналогічна, плюс видаляються парастернальні лімфатичні вузли (застосовується при наявності в них метастазів).
- Модифікована радикальна мастектомія за Пейті: видалення молочної залози, малого грудного м'яза зі збереженням великого грудного м'яза, пахвової клітковини 1-3 рівня, підлопаткової клітковини.
- Модифікована радикальна мастектомія за Мадденом: одномоментне видалення молочної залози, фасції, підлопаткової, пахвової (1-2-го рівня) і міжм'язової клітковини з лімфатичними вузлами.
- Ампутація молочної залози: видалення молочної залози без видалення пахвової клітковини.

## Техніка
Операція включає кілька етапів:
- видалення молочної залози;
- пахвова лімфоаденетомія (видалення клітковини, що містить лімфатичні вузли, розташованої уздовж підключичної вени, в міжм'язовому просторі, підключичній області, підлопатковій області);
- установка дренажів для відтоку тканинної рідини і залишків крові;
- зашивання рани;

## Ускладнення
1. Безпосередні ускладнення:[джерело?]
  - кровотеча в ранньому післяопераційному періоді;
  - нагноєння післяопераційної рани;
  - рясна лімфорея
2. Віддалені ускладнення:[джерело?]
  - лімфостаз — порушення відтоку лімфатичної рідини; лімфатичний набряк руки;
  - порушення рухливості в плечовому суглобі.
3. Психосексуальні ускладнення:[джерело?]
  - порушення схеми тіла, депресивність;
  - обмеження соціальних контактів та труднощі встановлення нових (зовнішні причини);
  - ускладнення сексуального життя при збереженні сексуальної функції.

## Реконструкція молочної залози
Реконструктивно-пластична операція з відновлення молочної залози (мамунопластика) після її видалення вважається однією з найважчих пластичних операцій та може виконуватись різними способами. Виконується з використанням ендопротезу або власних тканин.
У першому випадку на місце видаленої залози вставляють протез та виконують пластику соска. Може відбуватись одномоментно — зберігається шкіра і в наявний чохол встановлюється імплант (частіше під великий грудний м'яз) та двохмоментно — спочатку вставляють експандер на місці видалення молочної залози, розтягують шкіру до розміру залози, яка залишилась, а потім замінюють експандер на імплант. Існують постійні експандер-імплантати, які не вимагають заміни. Після цього за допомогою пересадки шкіри, місцевою пластикою сосково-ареолярного комплексу у вигляді «лілії» або татуювання проводиться імітація соска. Ендопротезування не варто плутати з екзопротезуванням, при якому використовується знімний протез, що дозволяє разом з одягом приховати дефект від оточення.
Реконструкція молочної залози за допомогою власних тканин передбачає використання клаптів (шкіра, підшкірна клітковина, м'язи), які пересаджують на місце молочної залози. Існує кілька методик викроювання клаптя, кожна з яких має свої показання та можливості. Реконструкція молочної залози власними тканинами є досить складною в технічному плані.